# Usman dan Fodio
Shaihu Usman dan Fodio, nato Usuman ɓii Foduye  (Gobir, 15 dicembre 1754 – Sokoto, 20 aprile 1817), è stato un importante riformatore religioso, uno scrittore e un politico di etnia fulana. È stato anche il fondatore del Califfato Sokoto nel 1809.
Dan Fodio apparteneva alla classe sociale urbanizzata di etnia Fulani, insediata negli Stati parlanti Hausa, in quella che attualmente si chiama Nigeria settentrionale. Docente di madhhab malikita, visse nella città-Stato di Gobir fino al 1802 allorché, per diffondere le proprie idee riformiste e a causa della crescente repressione delle autorità locali, condusse a un volontario esilio i suoi seguaci. Esso avviò una rivoluzione sociale e politica che si diffuse da Gobir a tutta la moderna Nigeria e al Camerun, e fu abbracciata come un movimento di jihād dalle etnie Fula in tutta l'Africa occidentale. Dan Fodio declinò presto onori e pompa, incrementando per converso i contatti coi riformatori religiosi e i leader jihadisti africani, lasciando la leadership dello Stato di Sokoto a suo figlio, Muhammed Bello.
Dan Fodio scrisse oltre un centinaio di libri sulla religione, il governo, la cultura e la società. Sviluppò una serrata critica delle élite islamiche africane esistenti al suo tempo, riscontrando quanto ancora fortemente esse fossero impregnate di cupidigia e paganesimo e quanto poco fossero ossequiose dei dettami della Shari'a, per non parlare dei gravosi carichi fiscali imposti alle popolazioni che esse amministravano in qualsiasi misura. Egli, per contro, incoraggiò la cultura e lo studio, anche per l'elemento femminile, e varie sue figlie si misero in luce come studiose e scrittrici. I suoi scritti e i suoi discorsi seguitano frequentemente ancor oggi a essere letti e citati, e sono con affetto chiamati Shehu in Nigeria. Alcuni suoi seguaci considerano dan Fodio un mujaddid (rinnovatore), un divinamente ispirato "riformatore dell'Islam".
L'insurrezione di dan Fodio è il massimo episodio del movimento descritto come Jihad Fula, che portò all'egemonia dei Fulani nel XVII, XVIII e XIX secolo. Ad essa seguirono i jihad che, con successo, furono proclamati nel Futa Bundu, Futa Tooro e Futa Jalon tra il 1650 e il 1750, che portarono alla creazione di questi tre Stati musulmani africani. A loro volta gli Shehu ispirarono un certo numero di successivi jihad in Africa occidentale, inclusi quelli dell'Impero Massina, fondato da Seku Amadu, del Segu Tukulor, fondato da al-Ḥāǧǧi ʿUmar Tall (che sposò una delle nipoti di dan Fodio), e dell'Emirato Adamawa (Laamateeri Adamaawa), fondato da Modibo Adama.

## Istruzione
Dan Fodio fu una persona molto istruita nelle scienze classiche, nella filosofia e nelle teologia islamica e fu un apprezzato pensatore religioso. Il suo Maestro, Jibrīl ibn ʿUmar, era un dotto ʿālim musulmano nordafricano, dedito alla formazione di discepoli affinché si potesse aiutare il difficile processo riformatore in ogni parte del mondo islamico. Dan Fodio s'impegnò con intelligenza per assicurare la crescita di una comunità religiosa nella sua terra natia di Degel che, nelle sue speranze, avrebbe dovuto diventare una città modello. Qui egli risiedette per una ventina di anni, scrivendo, insegnando e predicando.
Nel 1802, Yunfa, che governava Gobir e uno dei discepoli di dan Fodio, gli si rivoltarono contro, revocando l'autonomia di Degel e tentando di assassinare dan Fodio. Dan Fodio e i suoi sostenitori fuggirono nelle praterie occidentali di Gudu, chiedendo l'aiuto dei nomadi Fulani del posto. Nel suo libro Tanbīh al-ikhwān ʿalā aḥwāl al-Sūdān (“La cura dei Fratelli circa le condizioni del Sudan”) Usman scrisse: “Il governo di un paese è il governo dei suoi re, senza alcuna questione. Se il re è musulmano, le sue terre saranno dio musulmani; se egli è un infedele, le sue terre saranno di infedeli. In tal caso è obbligatorio per ciascuno abbandonarlo per un altro paese”. Usman fece esattamente questo quando lasciò Gobir nel 1802. Dopo di ciò, Yunfa chiese sostegno ad altri esponenti degli Stati hausa, mettendoli in guardia sul fatto che dan Fodio avrebbe scatenato un jihad globale.

## La guerra Fulani

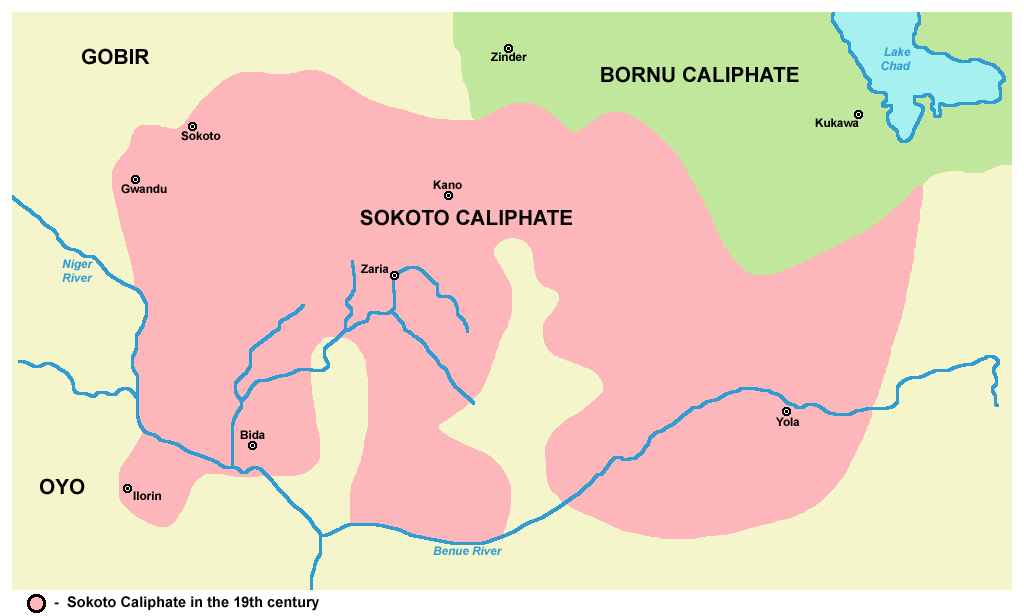
Il Califfato di Sokoto (XIX secolo).

Usman dan Fodio fu proclamato Amir al-Mu'minin, o "Comandante dei credenti" a Gudu. Questo lo rese un uomo politico oltre che un uomo di religione, dandogli l'autorità di proclamare e attuare il jihād, levare un esercito e diventarne comandante. Un'estesa insurrezione prese le mosse nei territori hausa, abitati largamente dai Fulani, che organizzarono una potente compagine armata a cavallo. L'insurrezione fu ampiamente sorretta dagli agricoltori Hausa che mal sopportavano l'oppressione fiscale e le altre angherie dei loro governanti. Usman proclamò il jihad contro Gobir nel 1804.
Le comunicazioni fulani nel corso della guerra furono assicurate lungo le strade commerciali e i fiumi che s'immettevano nella valle del Niger-Benue, come pure nel suo delta e nelle lagune. Il richiamo al non raggiunse soltanto gli altri Stati hausa, come il Regno di Kano, l'Emirato di Katsina e Emirato di Zazzau (o di Zaria), ma anche l'Impero Bornu, l'Emirato di Gombe, l'Emirato Adamawa, il Regno di Nupe e l'Emirato di Ilorin. Non esclusi altre località con maggiori o minori gruppi di ʿulamāʾ.
Pochi anni dopo lo scoppio della Guerra fulani, dan Fodio si trovò al comando del più ampio impero africano, l'Impero Fulani. Suo figlio Muhammed Bello e il fratello di Usman, Abdullahi dan Fodio, portarono a termine il jihad e si presero cura della sua amministrazione. Dan Fodio operò per stabilire un governo efficiente fondato sulla Legge islamica. Dopo il 1811, Usman si ritirò dagli impegni di governo e continuò a scrivere sulla condotta di vita coerente con la fede islamica. Dopo la sua morte nel 1817, suo figlio Muhammed Bello gli succedette come Amīr al-muʾminīn e divenne il governante del Califfato di Sokoto, chwe era a quel tempo il più vasto impero subsahariano. Abdullahi dan Fodio ebbe invece il titolo di Emiro di Gwandu e gli fu riconosciuta autorità su tutti gli Emirati occidentali, dal Regno di Nupe a quello di Ilorin. In tal modo tutti gli Stati hausa, parti di Nupe e Ilorin, nonché gli avamposti fulani in Bauchi e nell'Emirato Adamawa furono retti da un unico sistema politico-religioso. Dal tempo di Usman dan Fodio vi furono dodici Califfi, fino alla conquista britannica all'inizio del XX secolo.

## Impatto religioso e politico
Molti dei Fulani al comando di Usman dan Fodio furono scontenti nel vedere che i governanti degli Stati hausa mescolavano l'Islam con aspetti delle religione locale tradizionale. Usman creò un o Stato teocratico basandosi su una stretta interpretazione dell'Islam. Nel suo Tanbih al-ikhwan 'ala ahwal al-Sudan, scrisse: Quanto ai Sultani, essi sono indubbiamente infedeli, malgrado possano professare la religione dell'Islam, perché essi praticano rituali politeistici e allontanano la gente dal cammino divino e innalzano la bandiera del loro reame terreno al di sopra di quella dell'Islam. Tutto ciò è miscredenza, secondo il consenso delle opinioni [dei dotti religiosi] (ijmāʿ)”.
In Islam outside the Arab World, David Westerlund ha scritto: “Il jihad si espresse nella realizzazione di uno Stato federale teocratico, con ampia autonomia per gli Emirati che riconoscevano l'autorità spirituale del Califfo (o Sultano) di Sokoto.”
Usman affrontava nei suoi libri ciò che egli vedeva come difetti e demeriti dei governanti africani non musulmani o solo nominalmente musulmani. Alcune delle accuse da lui rivolte ai governanti erano la corruzione ai vari livelli dell'amministrazione e l'ingiustizia riguardo ai diritti di base del popolo. Usman criticava anche l'alta tassazione e gli ostacoli legali frapposti al lavoro e al commercio degli Stati hausa.

## Scritti
Usman dan Fodio scrisse circa 480 poemi in Arabo, Fulfulde e Hausa.

### Altre fonti
- Mervyn Hiskett, The Sword of Truth: The Life and Times of the Shehu Usuman Dan Fodio, Northwestern University Press, 1973. Ristampa (Marzo 1994). ISBN 0-8101-1115-2
- Ibraheem Sulaiman, The Islamic State and the Challenge of History: Ideals, Policies, and Operation of the Sokoto Caliphate, Mansell, 1987. ISBN 0-7201-1857-3
- Ibraheem Sulaiman, A Revolution in History: The Jihad of Usman dan Fodio.
- Isam Ghanem, The Causes and Motives of the Jihad in Northern Nigeria. In: Man, New Series, Vol. 10, No. 4 (Dec., 1975), pp. 623–624
- Usman Muhammad Bugaje. THE TRADITION OF TAJDEED IN WEST AFRICA: AN OVER VIEW. Paper Presented to the International Seminar on the Intellectual Tradition in the Sokoto Caliphate and Borno. Organized by the Center for Islamic Studies, University of Sokoto from 20 to 23 June 1987.
- Usman Muhammad Bugaje. The Contents, Methods and Impact of Shehu Usman Dan Fodio's Teachings (1774-1804) (PDF), su webstar.co.uk. URL consultato il 31 dicembre 2013 (archiviato dall'url originale il 28 settembre 2007).
- Usman Muhammad Bugaje. THE JIHAD OF SHAYKH USMAN DAN FODIO AND ITS IMPACT BEYOND THE SOKOTO CALIPHATE. A Paper to be read at a Symposium in Honour of Shaykh Usman Dan Fodio at International University of Africa, Khartoum, Sudan, from 19 to 21 November 1995.
- Usman Muhammad Bugaje. SHAYKH UTHMAN IBN FODIO AND THE REVIVAL OF ISLAM IN HAUSALAND, 1996.
- Helen Chapin Metz (ed.), Nigeria: A Country Study. Washington, GPO for the Library of Congress, 1991.
- B. G. Martin, Muslim Brotherhoods in Nineteenth-Century Africa, 1978.
- Jean Boyd, The Caliph's Sister, Nana Asma'u, 1793–1865: Teacher, Poet and Islamic Leader.
- Nikki R. Keddie, The Revolt of Islam, 1700 to 1993: Comparative Considerations and Relations to Imperialism. In: Comparative Studies in Society and History, Vol. 36, No. 3 (Jul., 1994), pp. 463–487
- R. A. Adeleye, Power and Diplomacy in Northern Nigeria 1804–1906, 1972.
- Hugh A.S. Johnston, Fulani Empire of Sokoto, Oxford, 1967. ISBN 0-19-215428-1.
- S. J. Hogben and A. H. M. Kirk-Greene, The Emirates of Northern Nigeria, Oxford, 1966.
- J. S. Trimingham, Islam in West Africa, Oxford, 1959.
- 'Umar al-Nagar, "The Asanid of Shehu Dan Fodio: How Far are they a Contribution to his Biography?", su: Sudanic Africa, Volume 13, 2002 (pp. 101–110).
- Paul E. Lovejoy, "Transformations in Slavery - A History of Slavery in Africa", su: African Studies series, n. 36,  pubblicata dalla Cambridge University Press, ISBN 0-521-78430-1
- Paul E. Lovejoy, Fugitive Slaves: Resistance to Slavery in the Sokoto Caliphate. In: Resistance: Studies in African, Caribbean, and Afro-American History, Gary Y. Okihiro (ed.), University of Massachusetts, Amherst, MA., 1986.
- Paul E. Lovejoy, Mariza C. Soares (eds), Muslim Encounters With Slavery in Brazil, Markus Wiener Publications, 2007. ISBN 1-55876-378-3
- F. H. El-Masri, “The life of Uthman b. Foduye before the Jihad”, su: Journal of the Historical Society of Nigeria, 1963, pp. 435–48.
- M. A. Al-Hajj, “The Writings of Shehu Uthman Dan Fodio”, su: Kano Studies, Nigeria (1), 2, 77 (1974).
- David Robinson, Revolutions in the Western Sudan. In Levtzion, Nehemia and Randall L. Pouwels (eds), The History of Islam in Africa, Oxford, James Currey Ltd, 2000.